# Valdosta
Valdosta est une ville des États-Unis, siège du comté de Lowndes en Géorgie. Selon le recensement de 2000, la population de la ville était de 43 724 habitants alors qu'en 2006 la population était estimée à 45 529 habitants. La population de l'aire métropolitaine de Valdosta (qui réunit les comtés de Brooks, Echols, Lanier, et Lowndes) était peuplée en 2006 de 126 305 habitants.
Le nom de la ville provient de la Vallée d'Aoste, une région autonome d'Italie. Son surnom, « ville des azalées », provient des nombreux plants d'azalées que l'on trouve dans la ville. Chaque année celle-ci héberge un festival de l'azalée en mars.

## Histoire

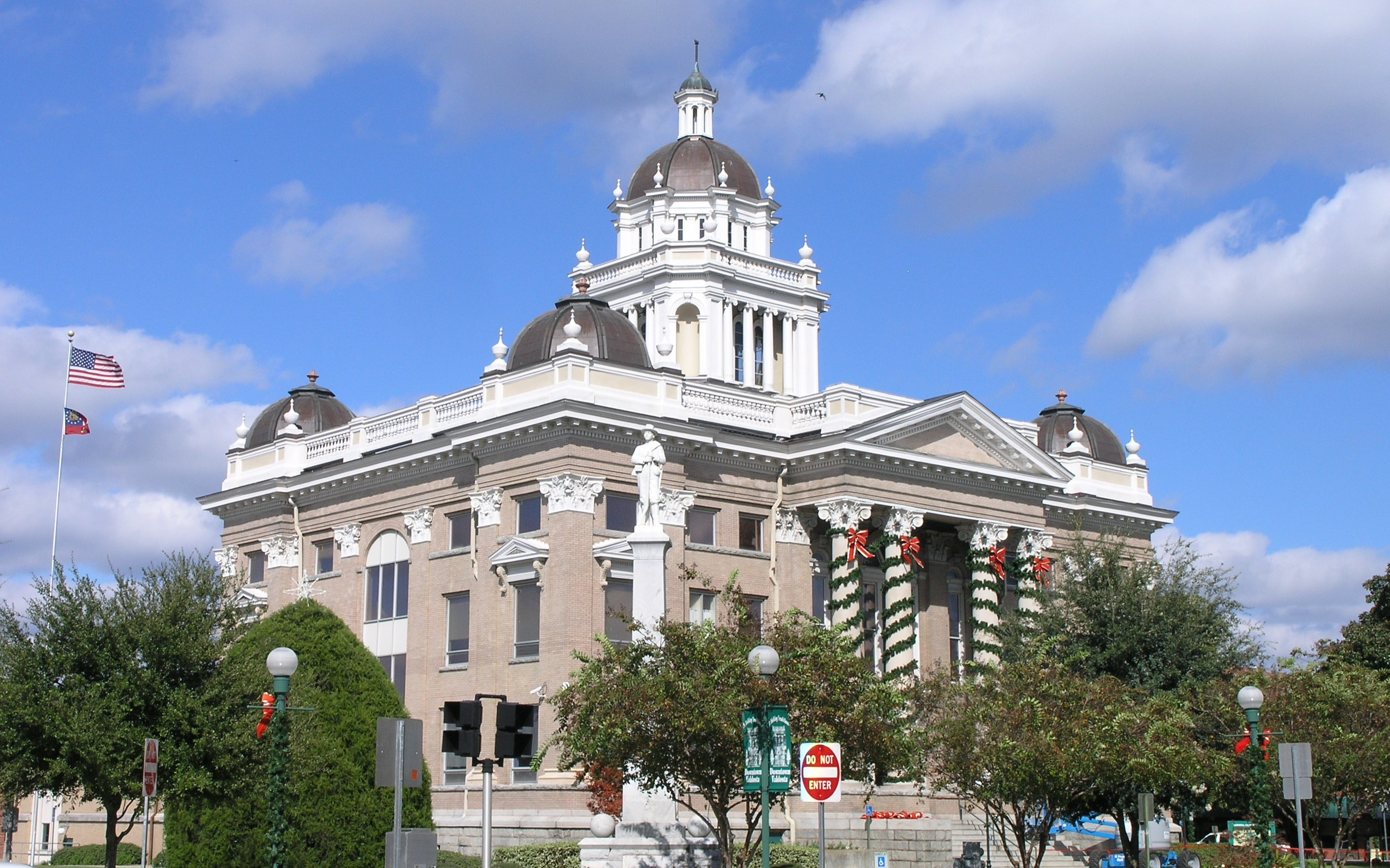
La cour de justice du comté.

Valdosta a été incorporée le 7 décembre 1860, lors du transfert du siège du comté de Lowndes de Troupville vers Valdosta. À Troupville un bateau à vapeur permettait de traverser la rivière Withlacoochee mais, lorsque le train est arrivé à 6 kilomètres de là, les habitants déménagèrent pour s'installer près du chemin de fer.
Quelques années après la guerre de Sécession, en 1871 et 1872, une centaine d'Afro-Américains émigrèrent pour aller s'installer au Liberia en Afrique grâce au concours de l'American Colonization Society.
En novembre 1902, un éléphant s'échappe d'un cirque, tue son dresseur et terrorise la ville pendant quelques heures.
En 1905, la courthouse du comté de Lowndes est construite.
La culture dominante de Valdosta est alors le coton mais en 1917 le charançon du cotonnier détruit les récoltes et l'agriculture se tourne alors vers le tabac et le bois de pin.
En 1968, George W. Bush s'entraîne à la Moody Air Force Base.
Le premier guichet automatique bancaire est installé à Valdosta en 1971

## Géographie
Valdosta se trouve dans la plaine côtière atlantique, dans le sud de la Géorgie, près de la frontière avec la Floride.
Selon le Bureau du recensement des États-Unis, la superficie de la ville est de 78,4 km2.

## Démographie
| 1860 | 1870  | 1880  | 1890  | 1900  | 1910  |
| ---- | ----- | ----- | ----- | ----- | ----- |
| 166  | 1 199 | 1 515 | 2 854 | 5 613 | 7 656 |

| 1920   | 1930   | 1940   | 1950   | 1960   | 1970   |
| ------ | ------ | ------ | ------ | ------ | ------ |
| 10 783 | 13 482 | 15 595 | 20 046 | 30 652 | 32 303 |

| 1980   | 1990   | 2000   | 2010   | - | - |
| ------ | ------ | ------ | ------ | - | - |
| 37 596 | 39 806 | 43 724 | 54 518 | - | - |

## Éducation
L'université d'État de Valdosta se trouve à Valdosta.

## Transport
L'Interstate 75, l'U.S. Route 41 et l'U.S. Route 84 traversent la ville et permettent de relier Valdosta à Lake City au sud, Macon au nord, Thomasville à l'ouest et Waycross au nord-est.

## Personnalités originaires de la ville
- Sonny Shroyer, acteur ;
- Doc Holliday, icône du Far-West, a vécu une partie de sa jeunesse à Valdosta ;
- Demond Wilson, acteur ;
- Bill Hicks, humoriste ;
- J. D. Drew, joueur de baseball ;
- Bruce Joyner, chanteur de rock.